# Pla de Lleida
Pla de Lleida és una subcomarca del Segrià de límits centrats aproximadament en la ciutat de Lleida.
Antigament comprenia aproximadament la zona de regadiu dels voltants de la ciutat, però actualment s'ha ampliat fins als antics secans de les partides lleidatanes de Moredilla, Terme de Grealó, Vinatesa, Pedrós, La Cogullada i Astó.